# Luis Loroña
Luis Guadalupe Loroña Aguilar (Caborca, 21 giugno 1993) è un calciatore messicano, attaccante del Tepatitlán.

## Carriera

### Club
Ha giocato nella massima serie messicana.

### Nazionale
Tra il 2015 ed il 2016 ha giocato quattro partite con la nazionale messicana Under-23.